# Badung (regentschap)

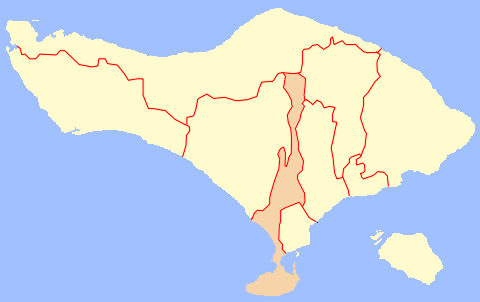
Locatie

Badung is een regentschap op het Indonesische eiland Bali. De hoofdplaats is Mangupura. Badung heeft een oppervlakte van 418,5 km² en telt 543.332  inwoners (volkstelling 2010). Het regentschap beslaat het meest toeristische gebied op het eiland.

## Indeling
Badung is verdeeld in 6 kecamatan (onderdistricten), hieronder met de inwonertallen van 2010:
- Kuta Selatan 115.918
- Kuta 86.483
- Kuta Utara 103.715
- Mengwi 122.829
- Abiensemal 88.144
- Petang 26.243

Stadsgemeenten: Denpasar

Regentschappen: Badung · Bangli · Buleleng · Gianyar · Jembrana · Karangasem · Klungkung · Tabanan